# Председнички избори у САД 1996.
Председнички избори у САД одржани су 5. новембра 1996. године. Кандидати две највеће странке у Сједињеним Држава су били кандидат Републиканске странке Боб Доул, сенатор из Канзаса, и кандидат Демократске странке и актуелни председник Бил Клинтон. Кандидати за потпредседника су били Џек Кемп из Њујорка, испред Републиканске странке и Ал Гор из Тенесија, испред Демократске странке.
Бизнисмен Рос Перо поново се кандидовао за председника испред Реформске странке, међутим овога пута је добио много мање медијске пажње и био је искључен из главних дебата. Упркос томе што није успео да понови резултат из 1992, Перо је ипак добио преко 8% гласова, што је добар резултат за кандидата који не долази из две највеће партије.
Опоравак економије до којег је дошло за време његовог првог мандата, помогао је Клинтону да 5. новембра 1996. освоји други узастопни мандат, добивши значајно више гласова од републиканског противкандидата.

## Главни кандидати
| Lp. | Слика | Име         | Слика | Кандидат за потпредседника | Странка               |
| --- | ----- | ----------- | ----- | -------------------------- | --------------------- |
| 1.  |       | Бил Клинтон |       | Ал Гор                     | Демократска странка   |
| 2.  |       | Боб Доул    |       | Џек Кемп                   | Републиканска странка |

## Остали кандидати
- Рос Перо, бизнисмен из Тексаса - Реформска странка
- Ралф Нејдер - Странка зелених
- Хауард Филипс - Уставна странка
- Џон Хагелин - Странка природног права

- Хари Брауне, писац и политичар - Либертаријанска странка
- Мери Холис - Социјалистичка странка САД

## Резултати
| Кандидат         | Странка                 | Гласови     | Гласови | Изборници |
| Кандидат         | Странка                 | Број        | %       | Изборници |
| ---------------- | ----------------------- | ----------- | ------- | --------- |
| Бил Клинтон      | Демократска странка     | 47.401.185  | 49,2%   | 379       |
| Боб Доул         | Републиканска странка   | 39.197.469  | 40,7%   | 159       |
| Рос Перо         | Реформска странка       | 8.085.294   | 8,4%    | 0         |
| Ралф Нејдер      | Партија зелених         | 684.871     | 0,71%   | 0         |
| Хари Брауне      | Либертаријанска странка | 485.759     | 0,50%   | 0         |
| Хауард Филипс    | Уставна странка         | 184.656     | 0,19%   | 0         |
| Џон Хагелин      | Странка природног права | 113.670     | 0,12%   | 0         |
| остали кандидати |                         | 113.667     | 0,12%   | 0         |
| укупно           |                         | 96.275.4015 | 100%    | 538       |